# Dwayne Schintzius
Dwayne Schintzius, né le 14 octobre 1968 à Brandon, en Floride, et mort le 15 avril 2012, est un joueur américain de basket-ball. Il évoluait au poste de pivot.